# Bürge und Zahler
Die Haftung als Bürge und Zahler ist im österreichischen Schuldrecht eine Form der Bürgschaft neben der gewöhnlichen Bürgschaft und der Ausfallsbürgschaft.
Der Bürge und Zahler haftet gem. § 1357 ABGB nicht wie der gewöhnliche Bürge nur subsidiär (also erst dann, wenn der Hauptschuldner seiner Verpflichtung nicht mehr nachkommt), sondern als ungetheilter Mitschuldner für die ganze Schuld neben diesem. Der Gläubiger kann es sich daher aussuchen, ob er vom Hauptschuldner oder vom Bürgen Zahlung begehrt, während er sonst erst auf den Bürgen greifen kann, wenn er den Hauptschuldner erfolglos gemahnt hat.